# Mammillaria perbella
Mammillaria perbella ist eine Pflanzenart aus der Gattung Mammillaria in der Familie der Kakteengewächse (Cactaceae). Das Artepitheton perbella bedeutet ‚sehr fein‘.

## Beschreibung
Mammillaria perbella wächst zunächst einzeln, später dann mehrfach dichotom verzweigend und Gruppen bildend. Die niedergedrückten kugeligen Triebe sind glauk-grün und werden bis zu 6 Zentimeter im Durchmesser groß. Die Warzen sind klein, konisch geformt und enthalten keinen Milchsaft. Die Axillen sind mit weißer Wolle und mit Borsten besetzt. Bis zu 2 kräftige Mitteldornen von rötlich weißer Farbe, später ganz weiß werdend sind 1 bis 6 Millimeter lang. Manchmal fehlen sie ganz. Die 14 bis 18 Randdornen sind borstenartig, weiß die längsten mit schwarzer Spitze. Sie sind 1,5 bis 3 Millimeter lang.
Die Blüten sind karminrot bis tiefrosa. Sie werden 1 Zentimeter im Durchmesser groß. Die Früchte sind rot und enthalten kleine braune Samen.

## Verbreitung, Systematik und Gefährdung
Mammillaria perbella ist in den mexikanischen Bundesstaaten Guanajuato, Hidalgo und Querétaro verbreitet.
Die Erstbeschreibung erfolgte 1898 durch Karl Moritz Schumann.  Ein nomenklatorisches Synonym ist Neomammillaria perbella (Hildm. ex K.Schum.) Britton & Rose (1923).
In der Roten Liste gefährdeter Arten der IUCN wird die Art als „Vulnerable (VU)“, d. h. als gefährdet geführt.

## Nachweise